# تله (فیلم)
تله فیلمی به کارگردانی سیروس الوند، تهیه‌کنندگی حسن توکل‌نیا و نویسندگی ایرج افشار محصول سال ۱۳۸۴ است.
این فیلم در تاریخ ۲۲ آذر ۱۳۸۵ بر روی پرده سینما رفت.

## خلاصه فیلم
فیلم تله در مورد شب اول ازدواج یک زوج جوان است که با تلفن یک ناشناس به هم می‌ریزد، بنفشه بیمار قبلی دکتر از قصد خودکشی خود به وی می‌گوید…

## بازیگران
- محمدرضا گلزار
- امین حیایی
- مهناز افشار
- ماه‌چهره خلیلی
- سحر زکریا
- امیرحسین صدیق
- سیروس ابراهیم‌زاده
- مریم سعادت
- مهوش وقاری
- ملیکا زارعی
- علی‌اصغر طبسی
- محمدولی احمدلو
- ژیلا خلیلی
- سحر آربین
- پرستو مقدم
- مسعود رضوی
- آریا مصباحی
- فهیمه آریان
- محمد نیکوقدم
- زهره کیوانفر
- رضا آئینی